# Бейль, Пьер
Пьер Бейль (фр. Pierre Bayle) (родился 18 ноября 1647 года в Карлате, графство Фуа, Лангедок, умер 28 декабря 1706 года в Роттердаме) — один из влиятельнейших французских мыслителей и философско-богословский критик. Одна из центральных фигур всеевропейской «Республики ученых».

## Биография
Первоначальное образование получил под руководством отца, реформатского пастора, затем посещал школу в Пьюи-Лоране, где чрезмерными занятиями подорвал здоровье. Отосланный по совету врача в деревню к одному родственнику, он нашёл там довольно богатую библиотеку и с обычной своей страстью предался чтению. Особенно серьёзно занялся он изучением Монтеня, который оказал заметное влияние на направление его ума и на характер будущих его занятий.
В 21 год стал изучать философию у иезуитов в Тулузе. Доводы его учителей, а в особенности дружеские беседы с одним католическим священником, жившим рядом с ним, поселили в нём сомнения насчет правоверности протестантизма, и он решил переменить религию. Приверженность его к католицизму дошла до того, что он пытался даже обратить своего старшего брата, бывшего тогда уже пастором в родном городе. Но это увлечение продолжалось недолго, и благодаря стараниям семьи он в скором времени снова вернулся в лоно реформатской церкви.
Чтобы спастись от грозившего ему отлучения, он переселился в Женеву и оттуда в Коппе, где занимался воспитанием сыновей графа фон Дона. Там он познакомился с философией Декарта, сделавшегося с тех пор его любимым мыслителем. Но, не имея средств к существованию, Бейль через несколько лет снова вернулся во Францию, проживал сначала в Руане, а потом в Париже, перебиваясь кое-как частными уроками, и наконец в 1675 г. получил кафедру философии в Седане, которую с честью занимал вплоть до закрытия Седанской академии в 1681 г.
Уже в эту эпоху его жизни ему представился случай выступить публично защитником философских идей против господствующих предрассудков. В связи с делом о ядах маршал Люксембург был обвинен в сношениях с нечистой силой, и Бейль выпустил в защиту его анонимный памфлет, в котором уничтожил обвинение силой своих остроумных и неотразимых аргументов. Когда Людовик XIV, окончательно уже решившийся на отмену Нантского эдикта, закрыл ненавистную ему Седанскую академию вопреки торжественному обязательству, данному на этот счет герцогу Бульонскому при уступке герцогства Франции, Бейль был приглашен на кафедру философии в Роттердам. Здесь он окончил своё сочинение «Pensées diverses sur la comète», в котором старался рассеять суеверный страх, возбужденный в народе появлением кометы 1680 г. Это глубоко учёное сочинение, трактующее о разнообразных предметах метафизики, этики, богословия, истории и политики, было всюду встречено с восторгом, но больше всего во Франции, где оно было запрещено полицейской властью.
Вскоре Бейль вступил в полемику иного рода. Иезуит и историк Луи Мэмбур напечатал историю кальвинизма и самыми чёрными красками изобразил в ней Реформацию и реформатов. Бейль решился ответить ему и менее чем за 15 дней составил брошюру под названием: «Critique générale de l’histoire du Calvinisme de Maimburg», обратившую на себя всеобщее внимание и с уважением упоминаемую даже самим Мэмбуром. Во Франции брошюра была всенародно сожжена рукой палача, но от этого, разумеется, спрос на неё ещё более возрос, так что в несколько недель она выдержала три издания.
Своим заступничеством за религию Бейль навлёк на себя неудовольствие знаменитого богословского полемиста того времени Жюрье, перешедшее вскоре в непримиримую ненависть. Дело в том, что сам Жюрье написал опровержение на книгу Мэмбура, но оно появилось слишком поздно и во всех отношениях было ниже критики Бейля. Пользуясь господствовавшей в Голландии свободой печати, Бейль издал некоторые запрещённые во Франции книги, между прочим, несколько сочинений о Декарте.
В 1684 г. он предпринял периодическое литературное издание «Nouvelles de la république des lettres», имевшее большой успех, но вместе с тем навлёкшее на него немало неприятностей, чему Бейль был обязан тайным проискам Жюрье. Религиозные преследования во Франции дали Бейлю повод к изданию как бы переведённого с английского сочинения «Commentaire philosophique sur ces paroles de l’Evangile: Contrainsles d’entrer», содержащего в себе мужественную защиту начал веротерпимости. За это сочинение Жюрье открыто напал на него с обвинением в религиозном индифферентизме и чуть ли не безбожии, вследствие чего Бейль лишился в 1693 своей должности и ему было запрещено заниматься даже частным преподаванием.
Свободный от всяких занятий Бейль посвятил своё время давно задуманному им изданию «Исторический и критический словарь» (фр. Dictionnaire historique et critique; первоначально в 2 т., Роттердам, 1696; новейшее изд. в 16 т., Париж, 1820), на обложке которого впервые появилось полное имя автора. Точкой отталкивания для Бейля в его замысле стал «Большой исторический словарь» Луи Морери (Лион, 1674). Жюрье снова выступил противником Бейля и заставил консисторию призвать его к ответственности за порицание царя Давида и за возданную хвалу нравственным качествам некоторых атеистов. Бейль хотя и обещал вычеркнуть всё, что казалось предосудительным консистории, всё-таки выпустил сочинение в прежнем виде, исключив только некоторые, да и то маловажные места. Своим «Réponse aux questions d’un provincial» и продолжением «Pensées sur la comète» он нажил себе новых врагов в лице Исаака Жакло и Жана Леклерка, которые напали преимущественно на его религиозные воззрения. Другие преследовали его как врага протестантской церкви и его нового отечества. Эти дрязги усиливали физические страдания, которые свели его в могилу 28 декабря 1706 г. Бейль умер, можно сказать, с пером в руках; вся его жизнь прошла в работе, и единственное развлечение, которое он позволял себе, состояло в переписке с друзьями, к числу которых принадлежали такие люди, как Фонтенель, Бэкингэм, Шефтсбери, Бернет, Лейбниц и др.
Бейль стоит во главе новых диалектиков и скептиков. Если до него возродившийся скептицизм древних с большей или меньшей искренностью посвятил себя служению церковной догматике, то в нём скептицизм обратился на религиозное знание и принял направление, которое сделало Бейля передовым борцом за просветительные начала против узкого церковного догматизма. Он одинаково боролся как против теологической схоластики, так и против попыток философской рассудочной религии, вследствие чего одни видели в нём еретика, а другие — приверженца мракобесия. В нём самом это противоречие между верой и знанием нашло себе так мало внутреннего примирения, что, читая, напр., его «Dictionnaire», так и кажется, как будто текст был продиктован ему верой, а примечания — наукой и диалектической критикой. Но именно эти примечания благодаря своему остроумному, полному огня и доступному для всех изложению в связи с беспримерным богатством ученого знания приобрели громадное влияние на французские умы, и его «Dictionnaire» является главным источником, откуда распространяется столь свойственный французскому духу скептицизм, сделавшийся исходной точкой тогдашних просветительных стремлений.

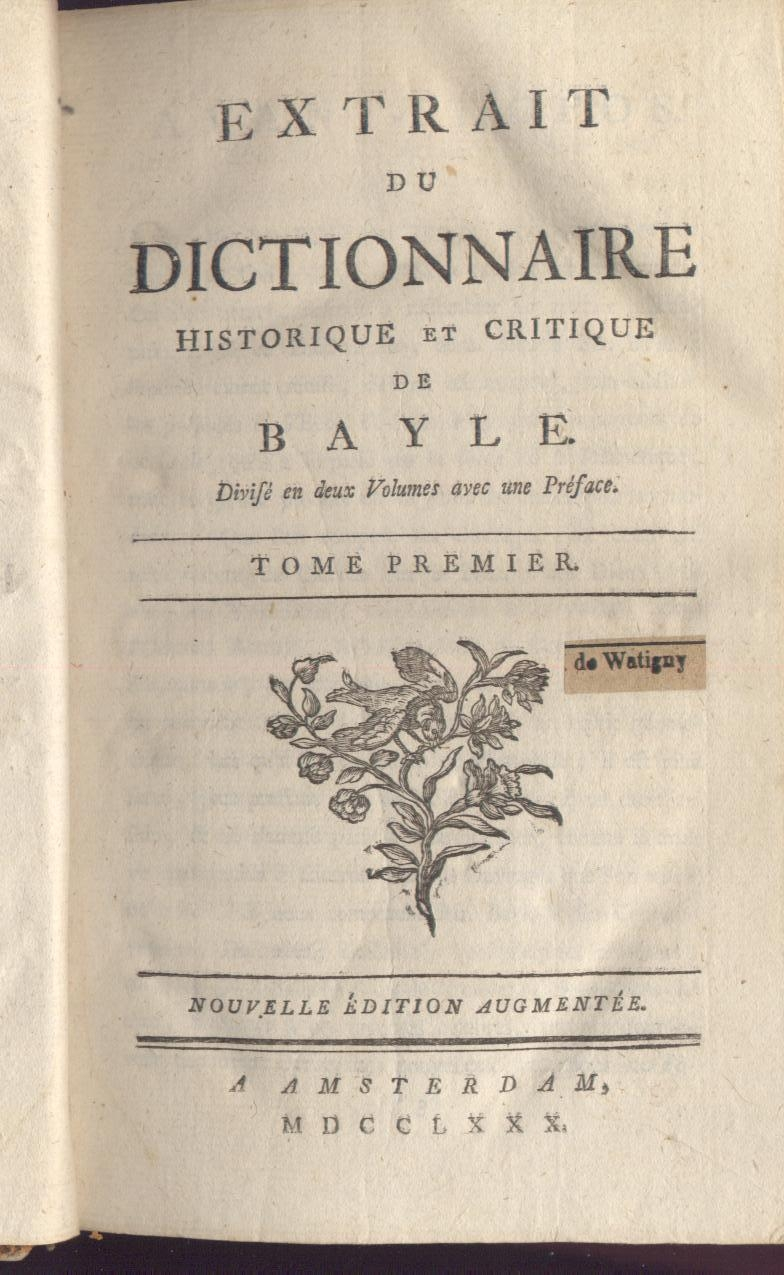

Но если в общем Бейль гораздо сильнее в анализе чужих заблуждений, чем в создании собственных идей, то всё же через всё его мышление проходит некоторое положительное начало, имевшее глубокое, всеобъемлющее значение. Это — постоянно повторяющееся у него указание на независимость нравственных поступков и нравственного достоинства от религиозного убеждения — учение, послужившее основной терпимости просветительной эпохи. Бейль ратовал за это учение и положительными, и отрицательными средствами и наконец дал ему яркое выражение в своём известном изречении, что он очень хорошо может представить себе благоустроенное государство, состоящее из одних только атеистов. Но само собой разумеется, что умственное брожение того времени выдвинуло из сочинений этого человека преимущественно их отрицательные стороны, почему в памяти людской о нём сохранилось представление только как о диалектическом скептике, против сокрушительной критики которого не могли устоять догматы ни одной религии, ни одного вероисповедания.
Полемика с Лейбницем
Бейль утверждал, что человеческий разум не способен постичь, почему в Божьем мире так много страданий. Лейбниц считал такой взгляд излишне пессимистическим и написал в ответ объемный труд «Опыт теодицеи о благости Бога, свободе человека и происхождении зла», в котором отстаивал мысль о том, что существующий мир есть наилучший из возможных.